# Great Ryburgh
Great Ryburgh – wieś w Anglii, w hrabstwie Norfolk, w dystrykcie North Norfolk. Leży 34 km na północny zachód od Norwich i 162 km na północny wschód od Londynu.